# 張德勝

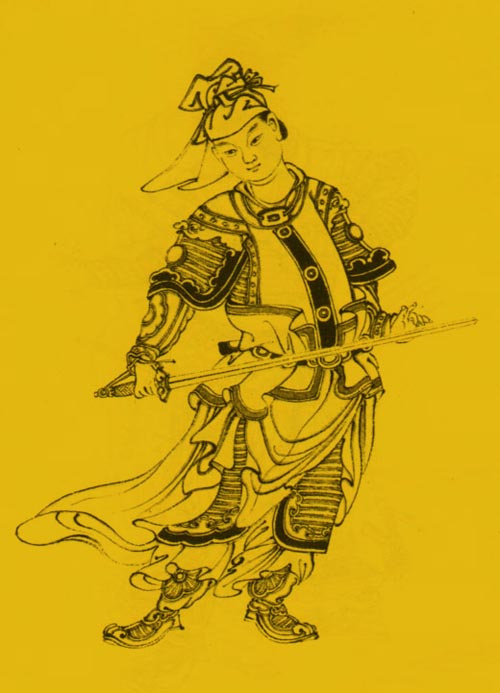
张德胜

張德勝（1328年—1360年），字仁輔，安徽合肥人。明朝初期军事人物。
其早期在巢县和俞通海归顺朱元璋，后渡江跟随大军攻破採石、太平，并和汤和一同活捉陳埜先，任太平興國翼總管。后在攻破海牙水寨，擒陳兆先。后攻下集慶、鎮江、常州、寧國、太湖、宜興，升任僉樞密院事。后收复池州。与陈友谅大军作战，并攻破。后在採石大战中战亡。追封蔡國公，諡忠毅，肖像居功臣廟，侑享太廟。其养子張興祖继承爵位。